# Bernard Pariset
Bernard Pariset (* 12. Februar 1929; † 26. November 2004) war ein französischer Judoka. Er war 1958 Weltmeisterschaftsdritter und dreimaliger Europameister. Insgesamt gewann er neun Europameisterschaftsmedaillen (3-5-1).

## Sportliche Karriere
Bernard Pariset gewann 1951 den Europameistertitel in der Kategorie Träger des ersten Dan mit einem Sieg über den Deutschen Walter Schombert. 1952 erreichte er das Finale in der Kategorie Träger des 2. Dan, verlor aber gegen den Österreicher Robert Jaquemond. 1953 gewann er die Silbermedaille in der Allkategorie hinter dem Niederländer Anton Geesink. 1954 siegte er bei den Europameisterschaften in der Kategorie Träger des 3. Dan, wobei er im Finale seinen Landsmann André Collonges bezwang. 1955 gewann Pariset seinen dritten Europameistertitel, diesmal bezwang er im Finale der Allkategorie den Niederländer Anton Geesink. 1956 fanden in Tokio die ersten Weltmeisterschaften im Judo statt, Pariset belegte den fünften Platz, nachdem er im Viertelfinale gegen seinen Landsmann Henri Courtine verloren hatte.
1957 und 1958 erreichte Pariset jeweils das Finale der Europameisterschaften in der Allkategorie, unterlag aber zweimal Anton Geesink. 1958 trafen die beiden auch im Finale der Kategorie Träger des 4. Dan aufeinander und auch hier siegte der Niederländer. Bei den Weltmeisterschaften 1958 in Tokio unterlag Pariset im Halbfinale dem späteren Weltmeister Kōji Sone, mit seiner Bronzemedaille war Pariset 1958 der einzige nichtjapanische Medaillengewinner. Bei den Europameisterschaften 1959 erhielt Pariset noch einmal eine Bronzemedaille in der Allkategorie.
Pariset gewann 1955, 1957 und 1960 den französischen Meistertitel in der offenen Klasse. Er wurde in den 1990er Jahren mit dem 9. Dan ausgezeichnet. Neben dem Judosport war Pariset auch im Jiu Jitsu aktiv, über beide Sportarten verfasste er Lehrbücher.